# Ruska pšenična uš
Ruska pšenična uš (znanstveno ime Diuraphis noxia) je vrsta pravih listnih uši, ki je velik škodljivec na žitu. 
Gre za bledo zeleno žuželko, ki v dolžino doseže do 2 mm. Za rastline je strupena njena slina, ki povzroči odmiranje listov. Na listih se sprva pojavijo svetle proge, kasneje pa listi povsem pobledijo in se zvijejo. Gostiteljske rastline so žita, pri čemer se najraje zadržuje na pšenici in ječmenu, redkeje pa jo lahko najdemo tudi na divjih travah. 
Vrsta je domorodna na jugozahodu Azije, od koder se je kasneje razširila po Evropi in Afriki. V ZDA so jo prvič našli v Teksasu, leta 1986. V državo je verjetno prišla s pošiljko pšenice. Danes ima v ZDA status invazivne vrste